# Zielęcin (wieś w powiecie pajęczańskim)
Zielęcin – wieś w Polsce, położona w województwie łódzkim, w powiecie pajęczańskim, w gminie Rząśnia.
Miejscowość ma zwartą zabudowę, większość domów znajduje się przy drodze gminnej z Rząśni do Stróży. W pobliżu wschodniej części wsi przebiega droga wojewódzka nr 483 (Częstochowa – Łask).

## Integralne części wsi
| SIMC    | Nazwa | Rodzaj    |
| ------- | ----- | --------- |
| 0551332 | Huby  | część wsi |

## Historia
Historia wsi sięga czasów piastowskich. Kasper Niesiecki i Paprocki wymieniają Zielęcin wśród włości, które Bolesław III Krzywousty nadał Wrszowcom – swoim stronnikom, uchodźcom z Czech.
W 1552 Żellaczyn w powiecie radomskim, w województwie sieradzkim należał do parafii św. Mateusza Rząśni w archidiecezji gnieźnieńskiej. Wieś w tym czasie płaciła dziesięcinę kanonii gnieźnieńskiej, a do plebanii w Rząśni tylko kolędę po groszu z łanu. W Zielęcinie znajdowało się 11 zagród kmiecych. Włościanie posiadali łącznie 8 łanów ziemi. Przy osadzie istniał dwór i folwark szlachecki. Według regestrów podatkowych z tego okresu, dziedzicem dóbr Żellaczyn był Balyenski – Balinski herbu Jastrzębiec.
W XVII Zielęcin należał do rodziny Potworowskich herbu Dębno. Jan Jerzy Potworowski (zm. 1627) był skarbnikiem (1607) i sędzią ziemskim sieradzkim.
Lustracje dóbr królewskich z 1632 i 1665 wzmiankują Zalęczin, opisany jest tam o długotrwały konflikt włościan z królewskiej wsi Bądków a Potworowskimi, którzy bezprawnie niszczyli kopce graniczne i zajmowali pastwiska, pola i lasy królewskie (bądkowskie).
W 1827 Zielęcin administracyjnie należał do gminy Rząśnia w powiecie radomskim, w obwodzie piotrkowskim, w województwie kaliskim. We wsi było 27 zagród i 204 mieszkańców.
W 1863 ówczesny właściciel majątku ziemskiego Zielęcin Stanisław Walewski, wziął czynny udział w powstaniu styczniowym, pełnił funkcję naczelnika powiatu piotrkowskiego. Po aresztowaniu, został osądzony i wyrokiem audytoriatu polowego z 30 października 1863 pozbawiono go praw stanu i zesłano na Syberię.
Od przełomu XIX/XX wieku dobra Zielęcin należały do rodziny Lichodziejewskich. Przy folwarku (1149 mórg) znajdował się dwór, 8 domów i 61 mieszkańców. Wieś liczyła 291 mieszkańców, 27 domostw i zajmowała 205 mórg gruntu.
W II Rzeczypospolitej terytorialnie wieś należała do gminy Rząśnia w powiecie radomszczańskim, w województwie łódzkim. Podlegała pod sąd pokoju w Brzeźnicy i sąd okręgowy w Piotrkowie Trybunalskim.
Po II wojnie światowej majątek ziemski w Zielęcinie rozparcelowano na mocy dekretu o reformie rolnej, a zrujnowany w czasie wojny dwór Lichodziejewskich został rozebrany.
W PRL-u wieś o charakterze rolniczym ze szkołą podstawową, kółkiem rolniczym i zlewnią mleka. Miejscowość należała do gminy Rząśnia w powiecie radomszczańskim (od 1956 w powiecie pajęczańskim), w województwie łódzkim. W latach 1975–1998 miejscowość położona była województwie piotrkowskim.
Od 2002 w pobliżu Zielęcina trwają prace wydobywcze kopalni węgla brunatnego Bełchatów, usytuowany jest tam wkop odkrywki Szczerców.